# レディ・トゥ・ダイ
『レディ・トゥ・ダイ』（Ready To Die）は、アメリカのヒップホップ・ミュージシャン、ノトーリアス・B.I.G.のファースト・アルバム。
『ローリング・ストーン』誌が選んだ「オールタイム・ベスト・アルバム500」(2020年版)と「オールタイム・ベスト・デビュー・アルバム100」に於いて、それぞれ22位と23位にランクインするなど歴史的に評価の高いアルバムである。
人気のラッパーニッキー・ミナージュは自身のアルバム『Queen』で「Just Playing (Dreams)」を歌詞を変えカバーしている。

## 収録曲
1. Intro (3:23)
2. Things Done Changed (3:58)
3. Gimme the Loot (4:45)
4. Machine Gun Funk (4:15)
5. Warning (3:40)
6. Ready to Die (4:24)
7. One More Chance (4:43)
8. #!*@ Me (Interlude) (1:31)
9. What, The (with Method Man) (3:57)
10. Juicy (5:02)
11. Everyday Struggle (5:19)
12. Me & My Bitch (4:00)
13. Big Poppa (4:12)
14. Respect - (Patois) (5:21)
15. Friend of Mine (3:28)
16. Unbelievable (3:43)
17. Suicidal Thoughts (2:50)
18. Who Shot Ya (5:19)
19. Just Playing (Dreams) (2:43)